# Reserva da Biosfera El Pinacate e Grande Deserto de Altar
Reserva da Biosfera El Pinacate e Grande Deserto de Altar (em castelhano:  Reserva de la Biosfera El Pinacate y Gran Desierto de Altar), é uma reserva da biosfera e Patrimônio Mundial da UNESCO gerido pelo Governo Federal do México, especificamente pela Secretária do Meio Ambiente e Recursos Naturais, em colaboração com o governo do estado de Sonora e Tohono O'odham. Está localizado no deserto de Sonora no noroeste do México, a leste do Golfo da Califórnia, na porção oriental do Grande Deserto de Altar, logo abaixo da fronteira com o Arizona, Estados Unidos e ao norte da cidade de Puerto Peñasco. Um sistema vulcânico, conhecido como Santa Clara é o principal componente da paisagem, incluindo três picos; Pinacate, Carnegie and Medio. Na área há mais de 540 espécies de plantas, 40 espécies de mamíferos, 200 de aves, 40 de répteis, e tantas outras de anfíbios e peixes de água doce. Entre as espécie ameçadas que habitam a reserva estão: Antilocapra americana sonoriensis,  Ovis canadensis, Heloderma suspectum e Gopherus agassizii.
A extensão da reserva é de 7,146 km².